# Home Run Derby (compétition)

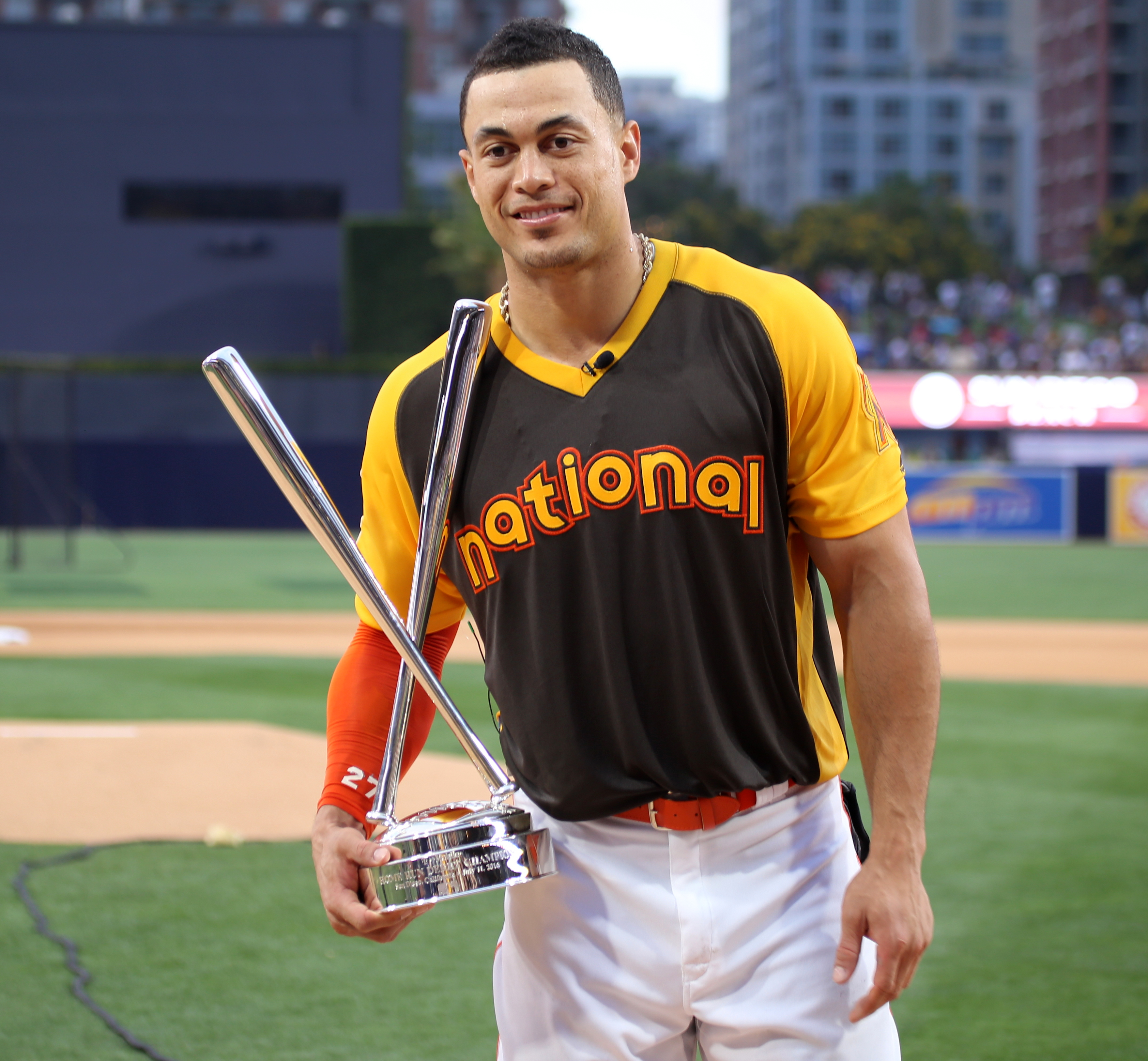
Giancarlo Stanton en 2016 avec le trophée remis au gagnant du concours de circuits.

Le concours de coups de circuit,,,, (Home Run Derby en anglais) ou concours de circuits est une compétition présentée annuellement par la Ligue majeure de baseball. Présentée dans le cadre du match des étoiles de la Ligue majeure de baseball, généralement le jour précédent, il s'agit d'une compétition regroupant des joueurs de baseball qui tentent de réussir le plus grand nombre de coups de circuit. 
Inspiré des 26 épisodes d'une série télévisée intitulée Home Run Derby diffusée en 1960 dans laquelle 19 vedettes du baseball de l'époque mesuraient leurs habiletés, l'actuel concours de coups de circuit est présenté en marge du match d'étoiles depuis 1985. Les règles de la compétition ont été adaptées au fil des ans,. Une seule édition, celle de 1988, n'a pas été présentée, en raison d'une météo défavorable. 
Ken Griffey Jr. est le seul joueur à avoir remporté le concours à trois reprises, en 1994, 1998 et 1999. Prince Fielder (2009, 2012), Yoenis Céspedes (2013, 2014) et Pete Alonso (2019, 2021) l'ont gagné deux fois chacun.

## Liste des gagnants

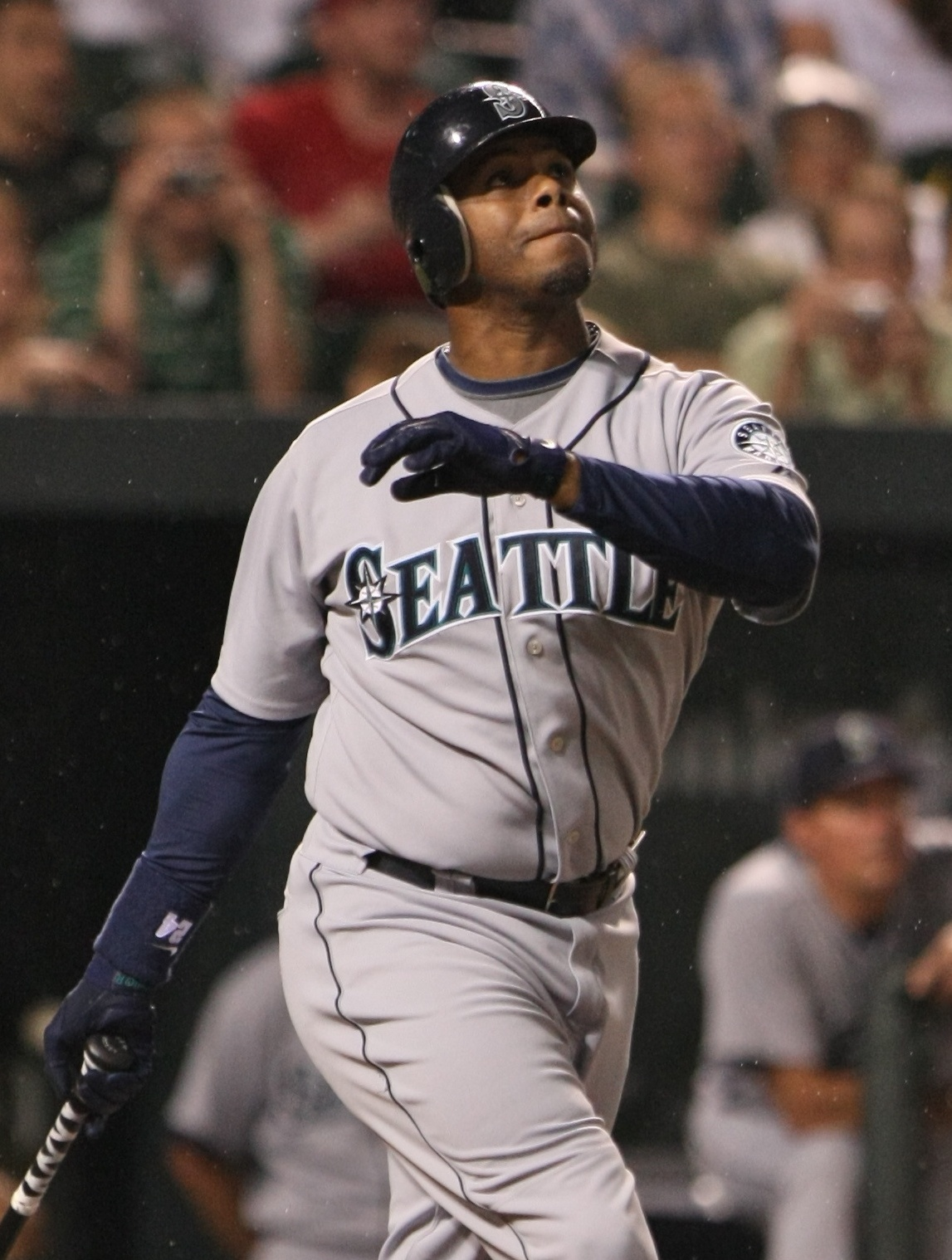
Ken Griffey, Jr. est le seul joueur à avoir gagné trois fois le concours.

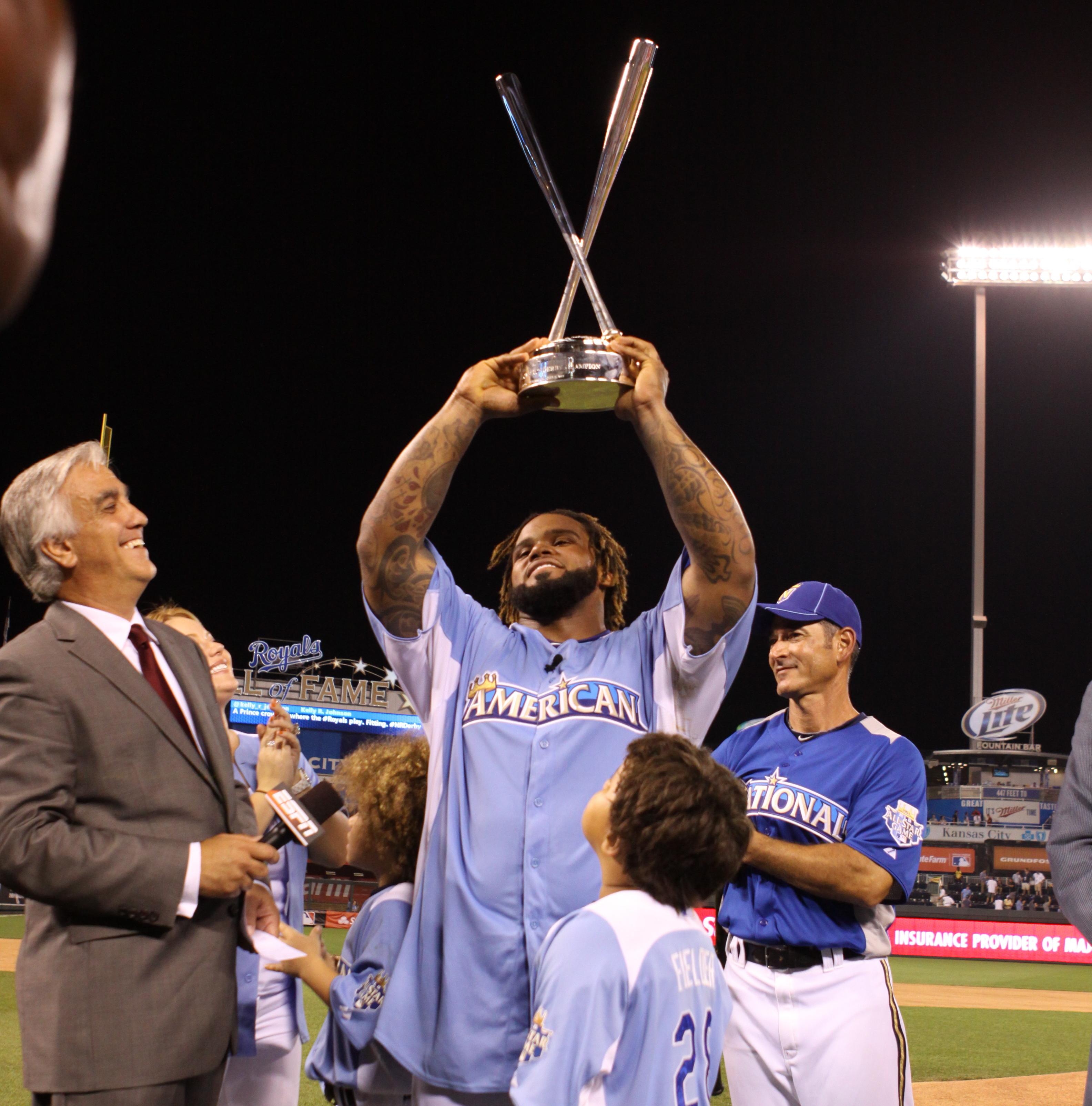
Prince Fielder en 2012 avec le trophée qu'il gagnait pour la seconde fois.

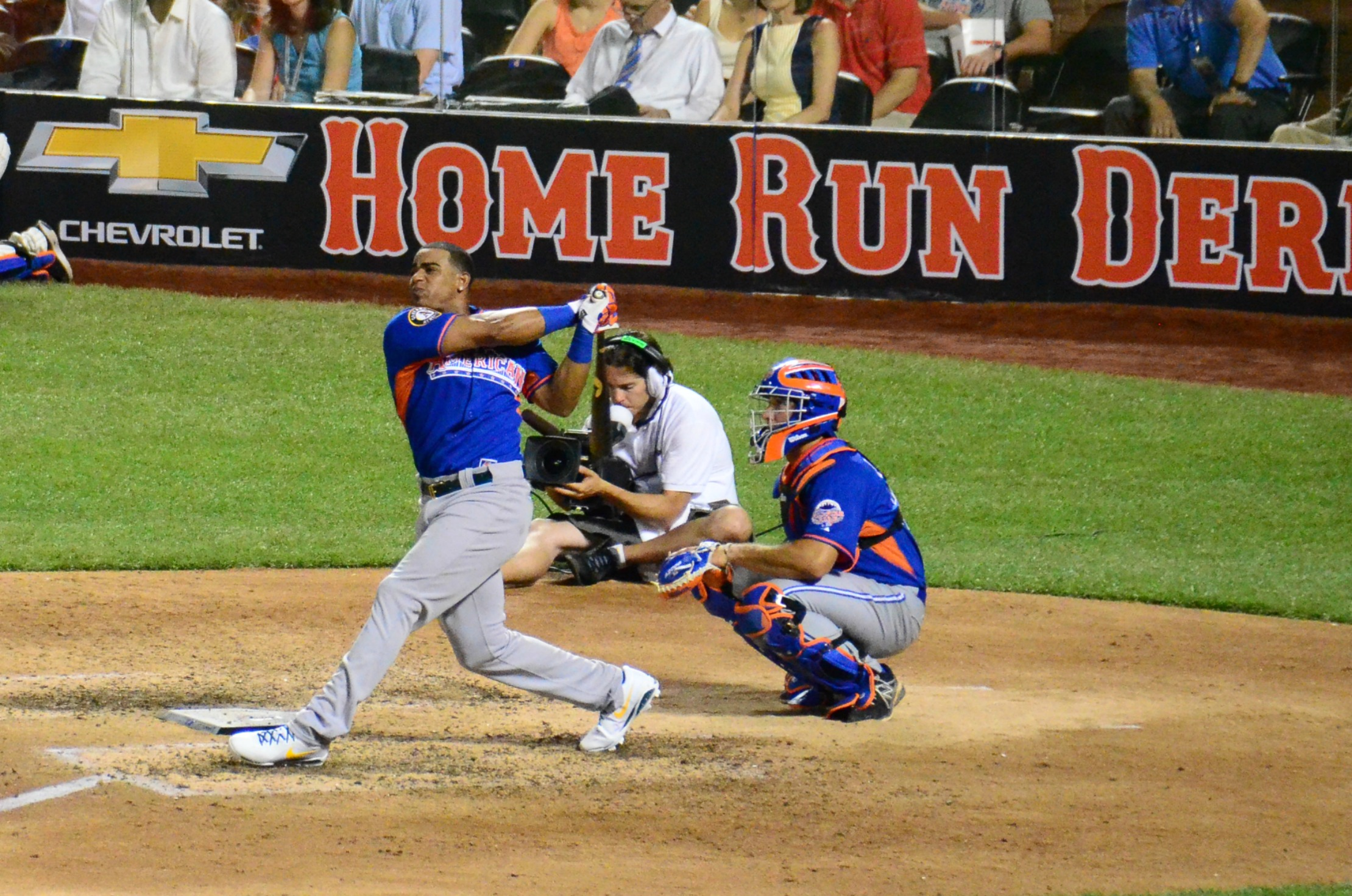
Yoenis Céspedes s'élance en 2013 lors de la compétition qu'il remportait pour la première de deux fois consécutives.

| Année | Gagnant                                      | Équipe                                       | Stade                                        | Club hôte                                    |
| ----- | -------------------------------------------- | -------------------------------------------- | -------------------------------------------- | -------------------------------------------- |
| 1985  | Dave Parker                                  | Reds de Cincinnati                           | Metrodome                                    | Minnesota                                    |
| 1986  | Wally Joyner Darryl Strawberry               | Angels de la Californie Mets de New York     | Astrodome                                    | Houston                                      |
| 1987  | Andre Dawson                                 | Cubs de Chicago                              | Oakland Coliseum                             | Oakland                                      |
| 1988  | Annulé pour cause de météo défavorable.      | Annulé pour cause de météo défavorable.      | Annulé pour cause de météo défavorable.      | Annulé pour cause de météo défavorable.      |
| 1989  | Eric Davis                                   | Reds de Cincinnati                           | Anaheim Stadium                              | Californie                                   |
| 1990  | Ryne Sandberg                                | Cubs de Chicago                              | Wrigley Field                                | Chicago                                      |
| 1991  | Cal Ripken, Jr.                              | Orioles de Baltimore                         | SkyDome                                      | Toronto                                      |
| 1992  | Mark McGwire                                 | Athletics d'Oakland                          | Jack Murphy Stadium                          | San Diego                                    |
| 1993  | Juan González                                | Rangers du Texas                             | Oriole Park at Camden Yards                  | Baltimore                                    |
| 1994  | Ken Griffey, Jr. (1)                         | Mariners de Seattle                          | Three Rivers Stadium                         | Pittsburgh                                   |
| 1995  | Frank Thomas                                 | White Sox de Chicago                         | The Ballpark in Arlington                    | Texas                                        |
| 1996  | Barry Bonds                                  | Giants de San Francisco                      | Veterans Stadium                             | Philadelphie                                 |
| 1997  | Tino Martinez                                | Yankees de New York                          | Jacobs Field                                 | Cleveland                                    |
| 1998  | Ken Griffey, Jr. (2)                         | Mariners de Seattle                          | Coors Field                                  | Colorado                                     |
| 1999  | Ken Griffey, Jr. (3)                         | Mariners de Seattle                          | Fenway Park                                  | Boston                                       |
| 2000  | Sammy Sosa                                   | Cubs de Chicago                              | Turner Field                                 | Atlanta                                      |
| 2001  | Luis Gonzalez                                | Diamondbacks de l'Arizona                    | Safeco Field                                 | Seattle                                      |
| 2002  | Jason Giambi                                 | Yankees de New York                          | Miller Park                                  | Milwaukee                                    |
| 2003  | Garret Anderson                              | Angels d'Anaheim                             | U.S. Cellular Field                          | Chicago                                      |
| 2004  | Miguel Tejada                                | Orioles de Baltimore                         | Minute Maid Park                             | Houston                                      |
| 2005  | Bobby Abreu                                  | Phillies de Philadelphie                     | Comerica Park                                | Détroit                                      |
| 2006  | Ryan Howard                                  | Phillies de Philadelphie                     | PNC Park                                     | Pittsburgh                                   |
| 2007  | Vladimir Guerrero                            | Angels de Los Angeles                        | AT&T Park                                    | San Francisco                                |
| 2008  | Justin Morneau                               | Twins du Minnesota                           | Yankee Stadium                               | New York                                     |
| 2009  | Prince Fielder (1)                           | Brewers de Milwaukee                         | Busch Stadium                                | Saint-Louis                                  |
| 2010  | David Ortiz                                  | Red Sox de Boston                            | Angel Stadium                                | Anaheim                                      |
| 2011  | Robinson Canó                                | Yankees de New York                          | Chase Field                                  | Arizona                                      |
| 2012  | Prince Fielder (2)                           | Tigers de Détroit                            | Kauffman Stadium                             | Kansas City                                  |
| 2013  | Yoenis Céspedes (1)                          | Athletics d'Oakland                          | Citi Field                                   | New York                                     |
| 2014  | Yoenis Céspedes (2)                          | Athletics d'Oakland                          | Target Field                                 | Minnesota                                    |
| 2015  | Todd Frazier                                 | Reds de Cincinnati                           | Great American Ball Park                     | Cincinnati                                   |
| 2016  | Giancarlo Stanton                            | Marlins de Miami                             | Petco Park                                   | San Diego                                    |
| 2017  | Aaron Judge                                  | Yankees de New York                          | Marlins Park                                 | Miami                                        |
| 2018  | Bryce Harper                                 | Nationals de Washington                      | Nationals Park                               | Washington                                   |
| 2019  | Pete Alonso                                  | Mets de New York                             | Progressive Field                            | Cleveland                                    |
| 2020  | Annulé en raison de la pandémie de Covid-19. | Annulé en raison de la pandémie de Covid-19. | Annulé en raison de la pandémie de Covid-19. | Annulé en raison de la pandémie de Covid-19. |
| 2021  | Pete Alonso                                  | Mets de New York                             | Coors Field                                  | Colorado                                     |
| 2022  | Juan Soto                                    | Nationals de Washington                      | Dodger Stadium                               | Los Angeles                                  |